# Tartaczysko (wieś)
Tartaczysko – wieś w Polsce położona w województwie podlaskim, w powiecie sejneńskim, w gminie Giby. Leży nad Czarną Hańczą.
W latach 1975–1998 miejscowość administracyjnie należała do województwa suwalskiego.